# Gran Premio motociclistico del Giappone 2013
Il Gran Premio motociclistico del Giappone 2013 è stato il diciassettesimo Gran Premio della stagione 2013.
Dopo che al venerdì il maltempo aveva impedito l'effettuazione delle prove previste, le gare si sono disputate regolarmente il 27 ottobre 2013 presso il circuito di Motegi. Nelle tre classi i vincitori sono stati: Jorge Lorenzo in MotoGP, Pol Espargaró in Moto2 e Álex Márquez in Moto3.
Durante questo weekend il pilota Ben Spies ha annunciato il suo ritiro dalle competizioni.

## MotoGP
La vittoria ottenuta da Lorenzo è stata la numero 200 della Yamaha nella classe regina.

### Arrivati al traguardo
| Pos. | Nº | Pilota             | Squadra                   | Motocicletta       | Giri | Tempo     | Griglia | Punti |
| ---- | -- | ------------------ | ------------------------- | ------------------ | ---- | --------- | ------- | ----- |
| 1º   | 99 | Jorge Lorenzo      | Yamaha Factory Racing     | Yamaha YZR-M1      | 24   | 42'34.291 | 1º      | 25    |
| 2º   | 93 | Marc Márquez       | Repsol Honda              | Honda RC213V       | 24   | +3.188    | 2º      | 20    |
| 3º   | 26 | Dani Pedrosa       | Repsol Honda              | Honda RC213V       | 24   | +4.592    | 4º      | 16    |
| 4º   | 19 | Álvaro Bautista    | GO&FUN Honda Gresini      | Honda RC213V       | 24   | +19.755   | 7º      | 13    |
| 5º   | 6  | Stefan Bradl       | LCR Honda MotoGP          | Honda RC213V       | 24   | +22.810   | 8º      | 11    |
| 6º   | 46 | Valentino Rossi    | Yamaha Factory Racing     | Yamaha YZR-M1      | 24   | +24.637   | 5º      | 10    |
| 7º   | 35 | Cal Crutchlow      | Monster Yamaha Tech 3     | Yamaha YZR-M1      | 24   | +27.496   | 11º     | 9     |
| 8º   | 38 | Bradley Smith      | Monster Yamaha Tech 3     | Yamaha YZR-M1      | 24   | +30.969   | 13º     | 8     |
| 9º   | 69 | Nicky Hayden       | Ducati Team               | Ducati Desmosedici | 24   | +37.010   | 3º      | 7     |
| 10º  | 4  | Andrea Dovizioso   | Ducati Team               | Ducati Desmosedici | 24   | +42.944   | 6º      | 6     |
| 11º  | 21 | Katsuyuki Nakasuga | Yamaha YSP Racing         | Yamaha YZR-M1      | 24   | +53.345   | 12º     | 5     |
| 12º  | 5  | Colin Edwards      | NGM Mobile Forward Racing | FTR MGP13 Kawasaki | 24   | +1'03.213 | 14º     | 4     |
| 13º  | 14 | Randy de Puniet    | Power Electronics Aspar   | ART GP13           | 24   | +1'06.840 | 17º     | 3     |
| 14º  | 29 | Andrea Iannone     | Energy T.I. Pramac Racing | Ducati Desmosedici | 24   | +1'08.218 | 15º     | 2     |
| 15º  | 68 | Yonny Hernández    | Ignite Pramac Racing      | Ducati Desmosedici | 24   | +1'18.240 | 10º     | 1     |
| 16º  | 8  | Héctor Barberá     | Avintia Blusens           | FTR MGP13          | 24   | +1'19.108 | 22º     |       |
| 17º  | 7  | Hiroshi Aoyama     | Avintia Blusens           | FTR MGP13          | 24   | +1'21.174 | 18º     |       |
| 18º  | 9  | Danilo Petrucci    | Came IodaRacing Project   | Ioda-Suter MMX1    | 24   | +1'30.546 | 16º     |       |
| 19º  | 70 | Michael Laverty    | Paul Bird Motorsport      | ART GP13           | 24   | +2'23.358 | 19º     |       |
| 20º  | 71 | Claudio Corti      | NGM Mobile Forward Racing | FTR MGP13 Kawasaki | 23   | +1 giro   | 21º     |       |
| 21º  | 50 | Damian Cudlin      | Paul Bird Motorsport      | PBM 01             | 23   | +1 giro   | 23º     |       |
| 22º  | 67 | Bryan Staring      | GO&FUN Honda Gresini      | FTR MGP13 Honda    | 23   | +1 giro   | 24º     |       |

### Ritirati
| Nº | Pilota          | Squadra                 | Motocicletta    | Giri | Griglia |
| -- | --------------- | ----------------------- | --------------- | ---- | ------- |
| 41 | Aleix Espargaró | Power Electronics Aspar | ART GP13        | 12   | 9º      |
| 23 | Luca Scassa     | Cardion AB Motoracing   | ART GP13        | 1    | 20º     |
| 52 | Lukáš Pešek     | Came IodaRacing Project | Ioda-Suter MMX1 | 1    | 25º     |

## Moto2
La gara della Moto2 è stata interrotta al termine del primo giro a causa di un incidente (prima dei 3 giri completati, la prima parte di gara è considerata nulla) che ha coinvolto Scott Redding, Esteve Rabat e Álex Mariñelarena; nessuno dei tre riuscirà a prendere il secondo via della gara, nel frattempo accorciata a 15 giri (rispetto ai 23 previsti, con la griglia di partenza originale).
La vittoria, unita al ritiro dei suoi principali antagonisti Redding e Rabat, ha consentito a Pol Espargaró di aggiudicarsi matematicamente il titolo piloti del 2013.

### Arrivati al traguardo
| Pos. | Nº | Pilota             | Squadra                   | Motocicletta       | Giri | Tempo     | Griglia | Punti |
| ---- | -- | ------------------ | ------------------------- | ------------------ | ---- | --------- | ------- | ----- |
| 1º   | 40 | Pol Espargaró      | Tuenti HP 40              | Kalex Moto2        | 15   | 28'15.162 | 7º      | 25    |
| 2º   | 36 | Mika Kallio        | Marc VDS Racing           | Kalex Moto2        | 15   | +1.344    | 1º      | 20    |
| 3º   | 12 | Thomas Lüthi       | Interwetten Paddock       | Suter MMX2         | 15   | +3.379    | 12º     | 16    |
| 4º   | 19 | Xavier Siméon      | Maptaq SAG Zelos          | Kalex Moto2        | 15   | +8.420    | 2º      | 13    |
| 5º   | 60 | Julián Simón       | Italtrans Racing          | Kalex Moto2        | 15   | +10.315   | 19º     | 11    |
| 6º   | 18 | Nicolás Terol      | Aspar Team                | Suter MMX2         | 15   | +11.364   | 24º     | 10    |
| 7º   | 15 | Alex De Angelis    | NGM Mobile Forward Racing | Speed Up SF13      | 15   | +12.718   | 21º     | 9     |
| 8º   | 77 | Dominique Aegerter | Technomag carXpert        | Suter MMX2         | 15   | +15.609   | 8º      | 8     |
| 9º   | 30 | Takaaki Nakagami   | Italtrans Racing          | Kalex Moto2        | 15   | +18.414   | 22º     | 7     |
| 10º  | 54 | Mattia Pasini      | NGM Mobile Racing         | Speed Up SF13      | 15   | +20.679   | 9º      | 6     |
| 11º  | 95 | Anthony West       | QMMF Racing               | Speed Up SF13      | 15   | +30.759   | 17º     | 5     |
| 12º  | 23 | Marcel Schrötter   | Maptaq SAG Zelos          | Kalex Moto2        | 15   | +31.134   | 20º     | 4     |
| 13º  | 49 | Axel Pons          | Tuenti HP 40              | Kalex Moto2        | 15   | +31.335   | 23º     | 3     |
| 14º  | 8  | Gino Rea           | Argiñano & Gines Racing   | Speed Up SF13      | 15   | +31.505   | 13º     | 2     |
| 15º  | 11 | Sandro Cortese     | Dynavolt Intact GP        | Kalex Moto2        | 15   | +31.801   | 11º     | 1     |
| 16º  | 31 | Kōta Nozane        | Webike Team Norick NTS    | TSR 6              | 15   | +41.840   | 28º     |       |
| 17º  | 88 | Ricard Cardús      | NGM Mobile Forward Racing | Speed Up SF13      | 15   | +46.192   | 18º     |       |
| 18º  | 94 | Franco Morbidelli  | Federal Oil Gresini       | Suter MMX2         | 15   | +51.771   | 25º     |       |
| 19º  | 44 | Steven Odendaal    | Argiñano & Gines Racing   | Speed Up SF13      | 15   | +54.433   | 32º     |       |
| 20º  | 35 | Tetsuta Nagashima  | JiR Moto2                 | TSR 6              | 15   | +55.138   | 15º     |       |
| 21º  | 46 | Decha Kraisart     | Singha Eneos Yamaha Tech3 | Tech 3 Mistral 610 | 15   | +55.181   | 29º     |       |
| 22º  | 34 | Ezequiel Iturrioz  | Blusens Avintia           | Kalex Moto2        | 15   | +1'03.592 | 30º     |       |
| 23º  | 25 | Azlan Shah         | Idemitsu Honda Team Asia  | Moriwaki MD600     | 15   | +1'32.681 | 26º     |       |

### Ritirati
| Nº | Pilota              | Squadra                 | Motocicletta       | Giri | Griglia |
| -- | ------------------- | ----------------------- | ------------------ | ---- | ------- |
| 97 | Rafid Topan Sucipto | QMMF Racing             | Speed Up SF13      | 11   | 5º      |
| 5  | Johann Zarco        | Came Iodaracing Project | Suter MMX2         | 9    | 3º      |
| 81 | Jordi Torres        | Aspar Team              | Suter MMX2         | 8    | 16º     |
| 96 | Louis Rossi         | Tech 3                  | Tech 3 Mistral 610 | 8    | 27º     |
| 7  | Doni Tata Pradita   | Federal Oil Gresini     | Suter MMX2         | 2    | 31º     |
| 3  | Simone Corsi        | NGM Mobile Racing       | Speed Up SF13      | 1    | 4º      |

### Non partiti
| Nº | Pilota            | Squadra         | Motocicletta       | Griglia |
| -- | ----------------- | --------------- | ------------------ | ------- |
| 80 | Esteve Rabat      | Tuenti HP 40    | Kalex Moto2        | 6º      |
| 92 | Álex Mariñelarena | Blusens Avintia | Kalex Moto2        | 10º     |
| 45 | Scott Redding     | Marc VDS Racing | Kalex Moto2        | 14º     |
| 52 | Danny Kent        | Tech 3          | Tech 3 Mistral 610 |         |

## Moto3

### Arrivati al traguardo
| Pos. | Nº | Pilota              | Squadra                  | Motocicletta   | Giri | Tempo     | Griglia | Punti |
| ---- | -- | ------------------- | ------------------------ | -------------- | ---- | --------- | ------- | ----- |
| 1º   | 12 | Álex Márquez        | Estrella Galicia 0,0     | KTM RC 250 GP  | 20   | 39'45.953 | 3º      | 25    |
| 2º   | 25 | Maverick Viñales    | Team Calvo               | KTM RC 250 GP  | 20   | +0.027    | 2º      | 20    |
| 3º   | 94 | Jonas Folger        | Mapfre Aspar             | Kalex KTM      | 20   | +7.750    | 9º      | 16    |
| 4º   | 44 | Miguel Oliveira     | Mahindra Racing          | Mahindra MGP3O | 20   | +15.889   | 18º     | 13    |
| 5º   | 5  | Romano Fenati       | San Carlo Team Italia    | FTR M313       | 20   | +18.323   | 26º     | 11    |
| 6º   | 8  | Jack Miller         | Caretta Technology - RTG | FTR M313       | 20   | +18.432   | 5º      | 10    |
| 7º   | 17 | John McPhee         | Caretta Technology - RTG | FTR M313       | 20   | +18.439   | 22º     | 9     |
| 8º   | 31 | Niklas Ajo          | Avant Tecno              | KTM RC 250 GP  | 20   | +25.608   | 17º     | 8     |
| 9º   | 23 | Niccolò Antonelli   | GO&FUN Gresini           | FTR M313       | 20   | +25.950   | 7º      | 7     |
| 10º  | 41 | Brad Binder         | Ambrogio Racing          | Mahindra MGP3O | 20   | +32.933   | 15º     | 6     |
| 11º  | 84 | Jakub Kornfeil      | Redox RW Racing GP       | Kalex KTM      | 20   | +33.067   | 16º     | 5     |
| 12º  | 11 | Livio Loi           | Marc VDS Racing          | Kalex KTM      | 20   | +33.231   | 25º     | 4     |
| 13º  | 65 | Philipp Öttl        | Interwetten Paddock      | Kalex KTM      | 20   | +33.668   | 32º     | 3     |
| 14º  | 89 | Alan Techer         | CIP Moto3                | TSR3C          | 20   | +39.006   | 27º     | 2     |
| 15º  | 29 | Hyuga Watanabe      | La Fonte Tascaracing     | FTR M313       | 20   | +39.259   | 12º     | 1     |
| 16º  | 61 | Arthur Sissis       | Red Bull KTM Ajo         | KTM RC 250 GP  | 20   | +42.159   | 19º     |       |
| 17º  | 77 | Lorenzo Baldassarri | GO&FUN Gresini           | FTR M313       | 20   | +42.670   | 24º     |       |
| 18ª  | 22 | Ana Carrasco        | Team Calvo               | KTM RC 250 GP  | 20   | +46.487   | 35ª     |       |
| 19º  | 57 | Eric Granado        | Mapfre Aspar             | Kalex KTM      | 20   | +47.005   | 31º     |       |
| 20º  | 4  | Francesco Bagnaia   | San Carlo Team Italia    | FTR M313       | 20   | +47.394   | 34º     |       |
| 21º  | 9  | Toni Finsterbusch   | Kiefer Racing            | Kalex KTM      | 20   | +48.496   | 14º     |       |
| 22º  | 58 | Juanfran Guevara    | CIP Moto3                | TSR Honda      | 20   | +51.341   | 33º     |       |
| 23º  | 33 | Sena Yamada         | Plus One & Endurance     | Honda NSF250R  | 20   | +1'00.508 | 10º     |       |
| 24º  | 42 | Álex Rins           | Estrella Galicia 0,0     | KTM RC 250 GP  | 20   | +1'06.878 | 1º      |       |
| 25º  | 53 | Jasper Iwema        | RW Racing GP             | Kalex KTM      | 20   | +1'10.254 | 11º     |       |
| 26º  | 80 | Hafiq Azmi          | La Fonte Tascaracing     | FTR M313       | 20   | +1'13.522 | 28º     |       |

### Ritirati
| Nº | Pilota              | Squadra             | Motocicletta   | Giri | Griglia |
| -- | ------------------- | ------------------- | -------------- | ---- | ------- |
| 10 | Alexis Masbou       | Ongetta-Rivacold    | FTR M313       | 19   | 20º     |
| 3  | Matteo Ferrari      | Ongetta-Centro Seta | FTR M313       | 16   | 30º     |
| 21 | Luca Amato          | Ambrogio Racing     | Mahindra MGP3O | 14   | 29º     |
| 39 | Luis Salom          | Red Bull KTM Ajo    | KTM RC 250 GP  | 8    | 4º      |
| 91 | Hiroki Ono          | Honda Team Asia     | Honda NSF250R  | 1    | 8º      |
| 32 | Isaac Viñales       | Ongetta-Centro Seta | FTR M313       | 0    | 6º      |
| 63 | Zulfahmi Khairuddin | Red Bull KTM Ajo    | KTM RC 250 GP  | 0    | 13º     |
| 7  | Efrén Vázquez       | Mahindra Racing     | Mahindra MGP3O | 0    | 21º     |
| 43 | Luca Grünwald       | Kiefer Racing       | Kalex KTM      | 0    | 23º     |